# Зарослый (Воронежская область)
Зарослый — хутор в Репьёвском районе Воронежской области Российской Федерации. Входит в Бутырское сельское поселение.

## География
На хуторе имеется одна улица — Зелёная.

## Население
| 2010 |
| ---- |
| 31   |